# Перелом таза
Перелом таза — это нарушение костной структуры таза. В понятие входит любой перелом крестца, тазовых костей (седалищной, лобковой, подвздошной) или копчика. Симптом — боль, особенно при движении. К осложнениям относятся внутреннее кровотечение, повреждение мочевого пузыря или травму влагалища.
Распространённые причины — падения, столкновения транспортных средств, наезд транспортного средства на пешехода или прямое сдавливание. Молодым людям для такого перелома требуется обычно значительная травма, тогда как у пожилых людей к перелому может привести менее значительная травма. Переломы таза делятся на два типа: стабильные и нестабильные. Нестабильные переломы далее подразделяются на переднезадние компрессионные, боковые компрессионные, вертикальные сдвиговые и комбинированные переломы. Диагноз предполагается на основании симптомов и обследования с подтверждением рентгенологическими исследованиями или КТ. Если человек полностью бодрствует и не испытывает боли в области таза, то медицинская визуализация не нужна.
Неотложная помощь обычно следует за расширенной реанимацией при травме. Она начинается с усилий по остановке кровотечения и восполнению жидкости. Остановить кровотечение можно с помощью тазового бандажа или простыни для поддержки таза. Также возможно использования ангиографической эмболизации или предбрюшинной тампонады. После стабилизации таза может потребоваться хирургическая реконструкция.
Переломы таза составляют около 3 % переломов у взрослых. Стабильные переломы обычно имеют хороший исход. Риск смерти при нестабильном переломе составляет около 15 %, в то время как у тех, у кого также наблюдается низкое артериальное давление, риск смерти приближается к 50 %. Нестабильные переломы часто связаны с травмами других частей тела.

## Признаки и симптомы
Симптомы включают боль, особенно при движении.

### Осложнения
Осложнения вероятны в случаях значительной кровопотери или прокола определённых органов, что может привести к шоку. Может возникнуть отёк и кровоподтёки, особенно при травмах с сильным воздействием. Боль в поражённых участках может различаться — её вероятность увеличивается при более сильном ударе и может распространяться, если симптомы усиливаются при движении.

## Причины
К распространённым причинам относятся падения, столкновения с автотранспортом, наезд автомобиля на пешехода или прямая травма сдавления. У молодых людей, как правило, требуется значительная травма, тогда как у пожилых даже менее серьёзное повреждение может привести к перелому.

## Патофизиология
Костный таз состоит из подвздошной кости (включая подвздошные крылья), седалищной кости и лобковой кости, которые вместе с крестцом образуют анатомическое кольцо. Нарушение целостности этого кольца требует значительного энергетического воздействия. Для понимания устойчивости и структуры таза, или тазового пояса, важно учитывать его функцию как опоры для туловища и ног, что позволяет осознать влияние тазового перелома на человека. Лобковая, седалищная и подвздошная кости составляют тазовый пояс, сросшиеся в единую структуру. Они крепятся с обеих сторон к позвоночнику и образуют кольцо с впадинами для тазобедренных суставов. Это соединение с позвоночником критично, поскольку обеспечивает передачу силы от ног к туловищу во время движения, включая спину. Поэтому таз должен быть достаточно прочным, чтобы выдерживать давление и энергию.
Различные мышцы играют важную роль в обеспечении стабильности таза. Из-за значительных механических нагрузок тазовые переломы часто сопровождаются повреждением органов, находящихся внутри костного таза. Кроме того, нередки травмы органов, расположенных вне таза. Тазовые переломы часто связаны с тяжёлым кровотечением из-за обширного кровоснабжения этой области. Особенно уязвимы вены пресакрального венозного сплетения. Более 85 % кровотечений при тазовых переломах — венозные или происходят с открытых костных поверхностей.

## Диагностика
Если человек находится в ясном сознании и не ощущает болей в тазовой области, проведение визуализационных исследований таза не является необходимым.

### Классификация
Переломы таза чаще всего классифицируют по одной из двух систем. Различные направления и силы воздействия на таз приводят к разным типам переломов. Иногда классификация основана на степени стабильности или нестабильности повреждения.

#### Классификация по АО-Tile
Система классификации по АО-Tile основана на целостности заднего крестцово-подвздошного комплекса.
- При повреждениях типа A крестцово-подвздошный комплекс остаётся неповреждённым. Перелом тазового кольца является стабильным и может лечиться без оперативного вмешательства.
- Повреждения типа B возникают в результате внешнего или внутреннего вращающего воздействия, что приводит к частичному нарушению заднего крестцово-подвздошного комплекса. Такие повреждения часто являются нестабильными.
- Тип C характеризуется полным нарушением целостности крестцово-подвздошного комплекса и сопровождается как ротационной, так и вертикальной нестабильностью. Эти повреждения являются следствием значительного механического воздействия, чаще всего в результате дорожно-транспортного происшествия, падения с высоты или сильного сдавления.

##### Классификация по Young-Burgess
Система классификации Young-Burgess основана на механизме травмы: переднезадняя компрессия (тип I, II и III), боковая компрессия (тип I, II и III), вертикальное смещение, а также возможные сочетания этих воздействий.
Боковая компрессия (LC) сопровождается поперечными переломами лобковых ветвей, которые могут быть как на той же стороне, так и на противоположной относительно задней травмы.
- Степень I — сдавление крестца на стороне удара
- Степень II — задний перелом подвздошной кости («серповидный» перелом) на стороне удара
- Степень III — повреждение крестцово-подвздошного сустава на противоположной стороне

Наиболее распространённый тип силы — боковая компрессия (LC) — возникает при боковых ударах, например, при ДТП с боковым столкновением или наезде на пешехода, и может привести к внутреннему вращению таза. При этом могут ломаться верхняя и нижняя лобковые ветви спереди.
Повреждения, вызванные сдвигающими силами (например, при падении с высоты), могут приводить к разрыву связок или переломам костей. Если действуют сразу несколько типов сил, такое повреждение называют комбинированной механической травмой (CMI).
Наиболее подходящим методом визуализации для такой классификации считается компьютерная томография таза.

###### Открытый перелом таза типа «открытая книга»
Особый вид перелома таза называется переломом типа «открытая книга». Он часто возникает при сильном ударе в область паха (лобковую кость), типичной травме при мотоциклетных авариях. При таком повреждении левая и правая половины таза расходятся спереди и сзади, причём передняя часть раскрывается шире задней — как книга, упавшая на землю и раскрывшаяся посередине.
Такая травма вызывается силами, действующими спереди или сзади, например, при лобовом столкновении автомобилей, что приводит к наружному вращению половины таза (гемитаза) — типичная «открытая книга». В зависимости от тяжести повреждения может потребоваться хирургическая реконструкция до начала реабилитации.
Открытые переломы сопровождаются повышенным риском инфекции и кровотечения из-за повреждения сосудов, что существенно увеличивает смертность.

## Предотвращение
С возрастом кости человеческого тела становятся более слабыми и хрупкими, поэтому риск переломов, в том числе тазовых, значительно возрастает. Чтобы снизить вероятность получения перелома таза, крайне важно соблюдать определённые меры предосторожности.
Наиболее опасны травмы, вызванные дорожно-транспортными происшествиями, авариями на велосипеде или падением с большой высоты — такие ситуации приводят к травмам с высокой кинетической энергией. Это особенно опасно, поскольку таз поддерживает множество внутренних органов, и его повреждение может повлечь за собой серьёзные нарушения их работы.
Падения являются одной из самых частых причин переломов таза, особенно у пожилых людей. Поэтому необходимо принимать профилактические меры, чтобы снизить риск падений и избежать подобных травм.

## Лечение
Перелом таза часто представляет собой сложную травму, а лечение может быть длительным и болезненным. В зависимости от степени тяжести, переломы таза могут лечиться как с хирургическим вмешательством, так и без него.

### Первоначальная помощь
При наличии тяжёлой травмы необходимо сохранять высокую настороженность в отношении возможного повреждения таза. Таз следует стабилизировать с помощью фиксирующего бандажа. Это может быть как специальное медицинское устройство, так и импровизированное средство, которое также может быть эффективно использовано. Стабилизация тазового кольца помогает уменьшить кровопотерю из тазовых сосудов и снижает риск летального исхода.

#### Хирургическое лечение
Во многих случаях переломы таза требуют хирургического вмешательства. Применяются различные методы стабилизации, включая наружную фиксацию, внутреннюю фиксацию и вытяжение. Поскольку перелом таза часто сопровождается другими травмами, планирование операции должно быть тщательным и учитывать все сопутствующие повреждения.

##### Реабилитация
При переломах таза, не требующих операции, лечение начинается с постельного режима. Когда кость заживает достаточно, начинается этап реабилитации — сначала с подъёма в вертикальное положение под наблюдением физиотерапевта, затем — с помощью ходунков, и постепенно пациент переходит на использование трости.

## Прогноз
Смертность среди людей с переломами таза составляет от 10 до 16 %. Однако смерть обычно наступает вследствие сопутствующих травм, затрагивающих другие органы, такие как головной мозг. Смертность, вызванная осложнениями, непосредственно связанными с переломами таза, например, кровотечением, относительно низка.

## Эпидемиология
Перелом таза встречается примеро у 10 % людей, обращающихся за лечением в травматологический центр I уровня после травмы тупым предметом. Наиболее частой причиной переломов таза являются травмы, полученные в результате аварий на мотоцикле, затем идут травмы пешеходов, вызванные наездами автомобилей, падения с высоты (более 15 футов), а также дорожно-транспортные происшествия.